# اسکار والدز

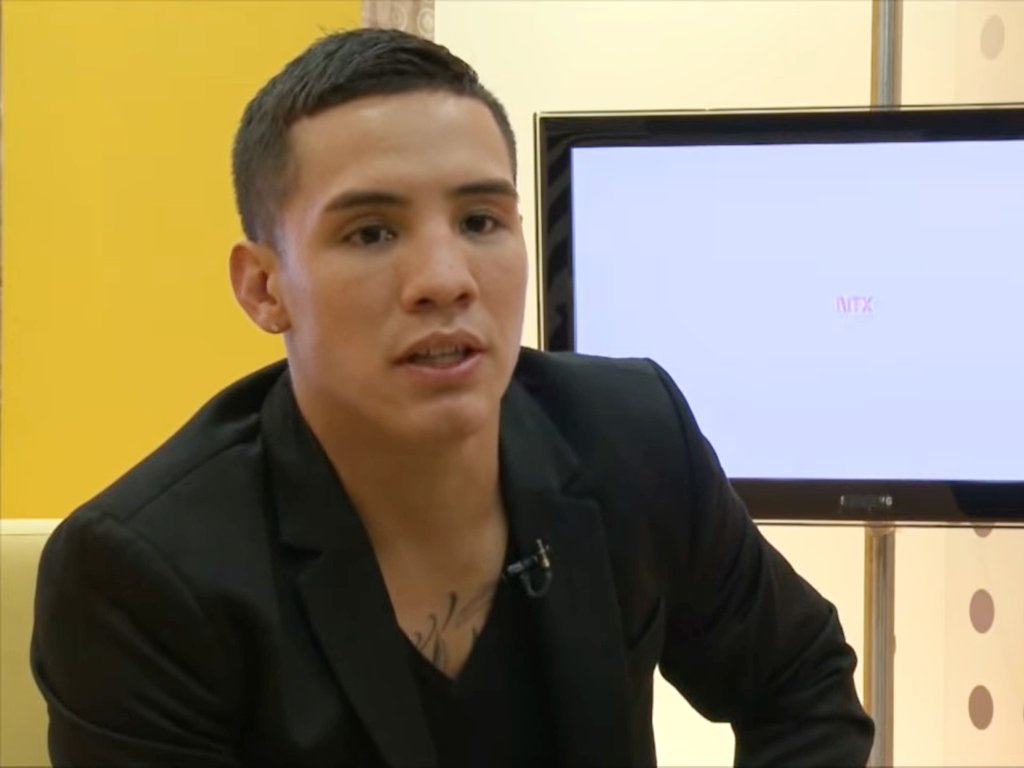
اسکار والدز بوکسور اهل مکزیک

اسکار والدز (اسپانیایی: Óscar Valdez‎؛ زادهٔ ۲۲ دسامبر ۱۹۹۰) بوکسور اهل مکزیک است.او با سبک ارتودوکس می‌ایستد و مبارزه میکند.